# 裴廷裕
裴 廷裕（はい ていゆう、生没年不詳）は、中国・唐末の文人である。字は膺余で、名は庭裕とも記される。本貫は河東郡聞喜県（現在の山西省運城市聞喜県）。

## 生涯
河東の名族である裴氏東眷の者であり、『新唐書』巻71上「宰相世系表」に名が見えている。また、王定保撰の『摭言』によれば、乾寧中期（894年 - 898年）に内廷に居り、文書作成が迅速であったため、「下水船」という号を得た、とされる。
昭宗朝に右補闕となり、時の丞相であった杜譲能に抜擢されて、柳玼たちと共に『宣宗実録』を編纂した。また、その際の稿本が『東観奏記』である。